# Đồi 400, Bergstein

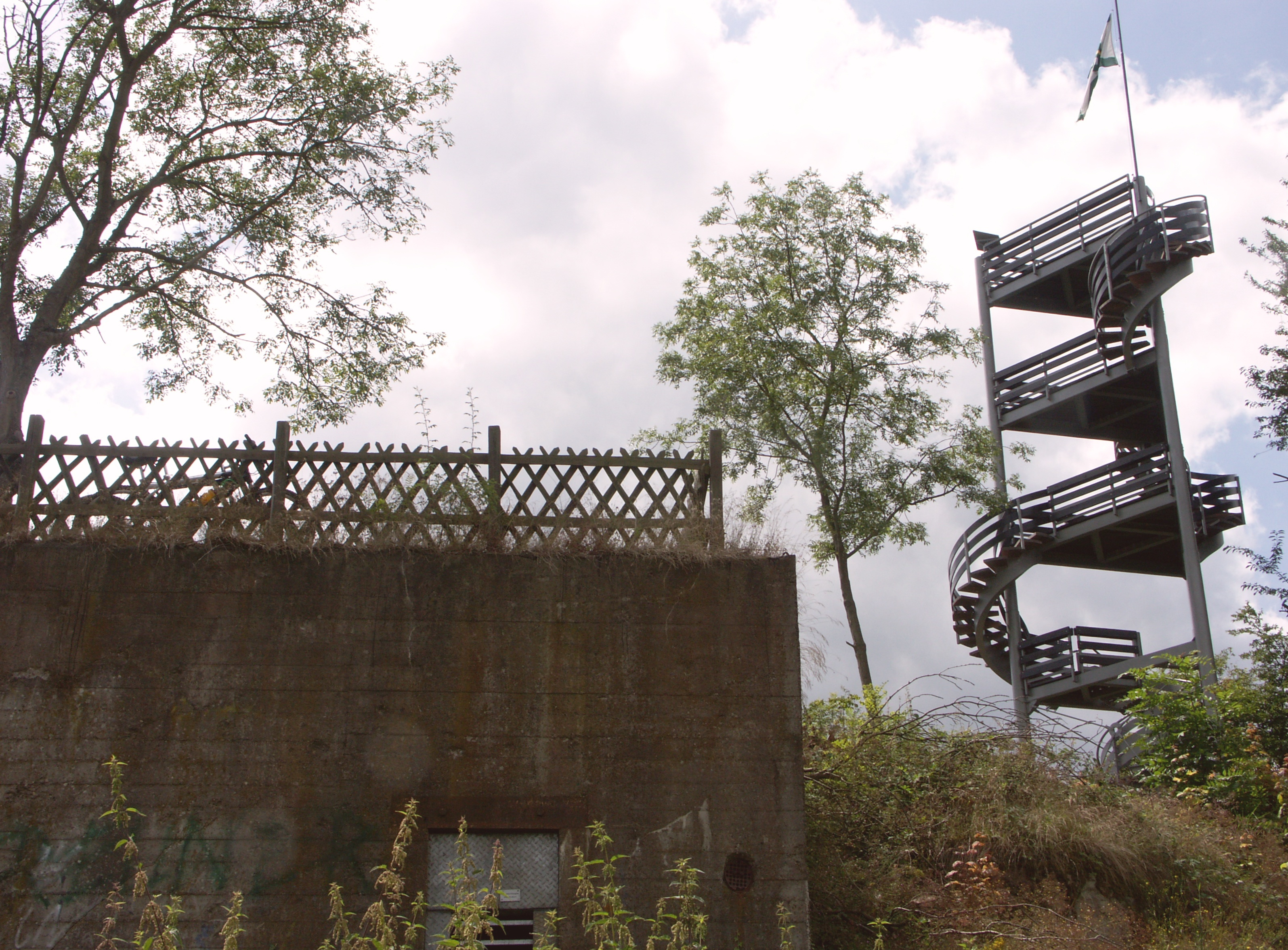
Quang cảnh tại đỉnh đồi 400 với lô cốt cũ và tháp Krawutschke.

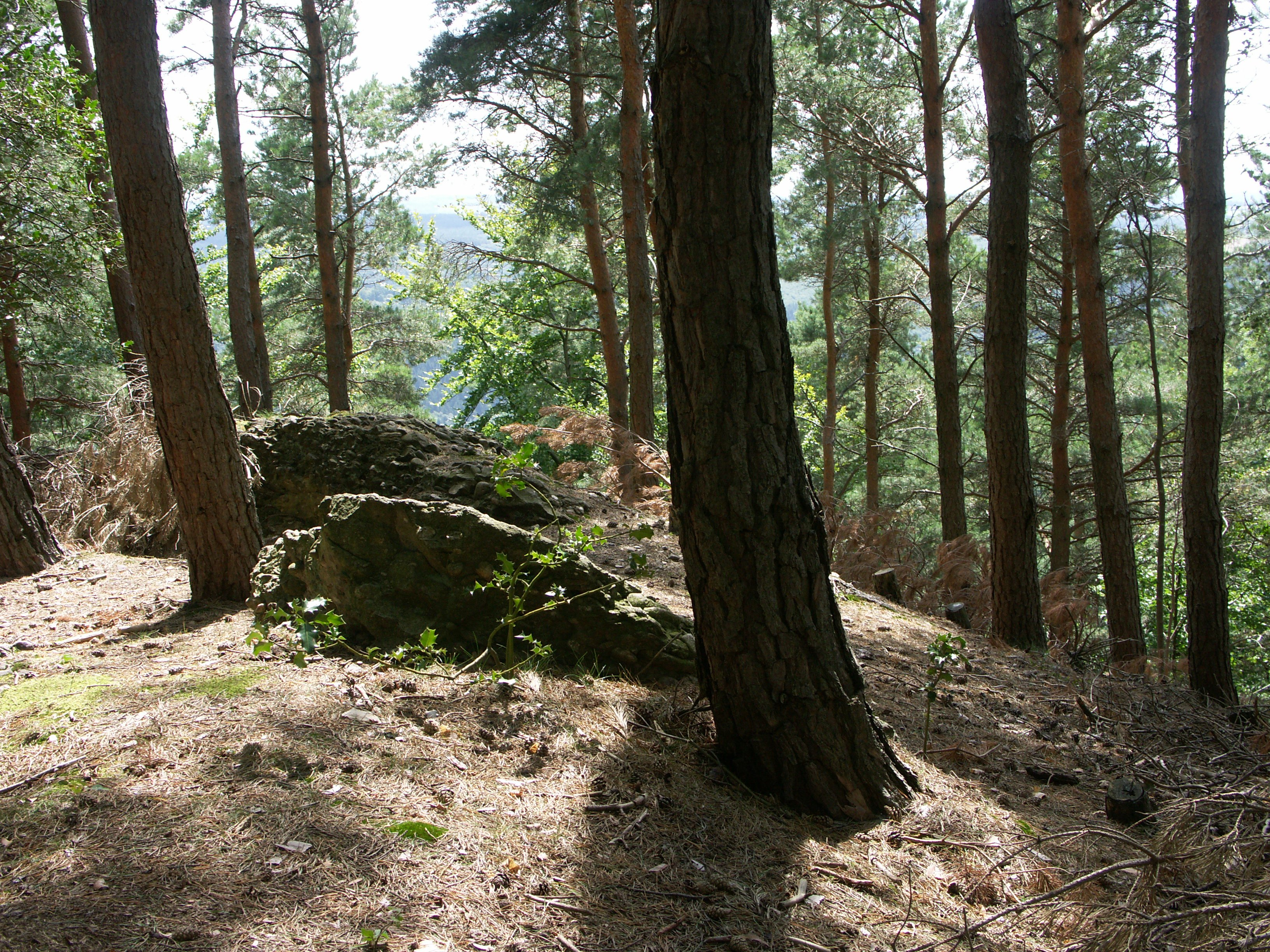
Khối bê tông còn lại trong rừng ngay dưới đỉnh đồi 400.

Đồi 400 (tiếng Đức: Burgberg) là tên gọi được đặt bởi lực lượng Đồng Minh trong Thế chiến II với độ cao 400,8 m (1.315 ft)#cite_note-BFN-Karten-1 cách 1 km (0,62 dặm) về phía đông của trung tâm của Bergstein, một ngôi làng thuộc vùng Eifel của Đức.
Trong thời trung cổ, ngọn đồi thuộc quyền kiểm soát của lâu đài Berenstein, ngọn đồi cũng là một phần của tuyến phòng thủ Siegfried trong Chiến tranh thế giới thứ hai, hiện nay chỉ còn lại một tháp quan sát.
Sau lâu đài Berenstein bị phá hủy vào khoảng năm 1200, các vật liệu được sử dụng để xây dựng lâu đài Nideggen và tháp của nhà thờ tại Bergstein. 
Ngày nay, ngọn đồi này chủ yếu được gọi bằng cái tên địa phương Burgberg (tiếng Anh: đồi lâu đài). Ngọn núi nhỏ này cho một cái nhìn bao quát toàn bộ khu vực rừng Hürtgen (tiếng Đức: Hürtgenwald) và là cứ điểm quan trọng và thuận lợi của pháo binh Đức trong trận rừng Hürtgen vào năm 1944.

## Địa điểm
Rừng Hürtgen chiếm một vùng cao nguyên sâu, thung lũng rừng rậm rạp xen kẽ với đồi trọc. Đồi 400 là điểm cao nhất và cũng là điểm cuối của sườn núi Brandenburg-Bergstein, bên cạnh thung lũng Rur.

## Lịch sử
Thứ năm ngày 7 tháng 12 năm 1944, tờ New York Times báo cáo rằng Tiểu đoàn bộ bịnh số 2 đã chiếm cứ được Bergstein, và đồi lâu đài. Trong báo cáo tiếp theo vào ngày 11 tháng 12, tạp chí Times báo cáo rằng "kẻ thù cố gắng để lấy lại Đồi 400 phía đông của Bergstein đã được đẩy lùi."

## Trong nghệ thuật
- Trận chiến đồi 400 được chuyển thể thành một màn của trò chơi Call of Duty 2.
- Trận chiến đồi 400 được chuyển thể thành bản đồ của trò chơi Red Orchestra trong phần Darkest Hour: EUROPE '44-'45.
- Trận chiến được mô tả lại trên kênh History Channel trong series Shootout!, phần "WWII Assault on Germany".
- Cuộc chiến đã tái diễn bởi Arathi Honour Guard và Rotgarde trong Argent Dawn EU.

## Liên kết
- Hopes Dashed in the Hürtgen By Edward G. Miller and David T. Zabecki, ngày 16 tháng 8 năm 2005, originally an article in World War II magazine
- Hill 400 photos Lưu trữ ngày 3 tháng 3 năm 2016 tại Wayback Machine
- Google maps hybrid view of Bergstein and Hill 400 directly east of it.